# Mode de réalisation d'une étude de trafic routier
 (mars 2025).
Motif : L’article est issu de cet ouvrage placé sous licence GFDL (libre de droits). Il ne s’agit donc ni d’un TI, ni d’un copyvio, par contre le sujet en tant que tel semble ne pas répondre aux critères généraux de notoriété. Il y aurait probablement lieu de fusionner avec Trafic routier (article exsangue) ou comptage routier (article à créer).
- Archive Wikiwix
- Bing
- Cairn
- DuckDuckGo
- E. Universalis
- Gallica
- Google
- G. Books
- G. News
- G. Scholar
- Persée
- Qwant
- (zh) Baidu
- (ru) Yandex
- (wd) trouver des œuvres sur Wikidata

| 1. | Préciser le motif de la pose du bandeau. | Précisez le motif de la pose du bandeau en utilisant la syntaxe suivante : {{admissibilité à vérifier\|date=mars 2025\|motif=remplacez ce texte par le motif}}                                                         |
| 2. | Informer les utilisateurs concernés.     | Pensez à avertir le créateur de l'article, par exemple, en insérant le code ci-dessous sur sa page de discussion : {{subst:avertissement admissibilité à vérifier\|Mode de réalisation d'une étude de trafic routier}} |

Vous pouvez aider à l'améliorer ou bien discuter des problèmes sur sa page de discussion.
- Il ne cite pas suffisamment ses sources. Vous pouvez indiquer les passages à sourcer avec {{référence nécessaire}} ou {{Référence souhaitée}}, et inclure les références utiles en les liant aux notes de bas de page. (Marqué depuis octobre 2023)
- Il provient essentiellement de http://www.brunel-ejm.com/bazaar/coursroute2006.pdf, ou recopie cette source, en partie ou en totalité. Cette source est libre de droits, mais elle peut être trop ancienne ou peu objective. Améliorez la pertinence et la neutralité de l’article à l'aide de sources plus récentes. (Marqué depuis octobre 2023)
- Son contenu est rédigé entièrement ou presque à partir d'une seule source. N'hésitez pas à modifier cet article pour améliorer sa vérifiabilité en apportant de nouvelles références dans des notes de bas de page. (Marqué depuis octobre 2023)
- Il relève du guide pratique, ce qui n'est pas de nature encyclopédique. Vous pouvez reformuler les passages concernés, ou remplacer ce bandeau par {{pour Wikibooks}}, {{pour Wikiversité}}, ou {{pour Wikivoyage}}, afin de demander le transfert vers un projet frère plus approprié. (Marqué depuis octobre 2023)
- Son introduction est soit absente, soit non conforme aux conventions de Wikipédia. (Marqué depuis octobre 2023)

- Archive Wikiwix
- Bing
- Cairn
- DuckDuckGo
- E. Universalis
- Gallica
- Google
- G. Books
- G. News
- G. Scholar
- Persée
- Qwant
- (zh) Baidu
- (ru) Yandex
- (wd) trouver des œuvres sur Wikidata

Cet article décrit le mode de réalisation d'une étude de trafic routier.

## La définition du réseau
Le réseau à étudier est constitué de l'ensemble des tronçons de routes existants ou projetés pour lesquels l'une ou l'autre des solutions envisagées dans le cadre du projet est susceptible d'exercer une influence en ce qui concerne le trafic.
On procède à l'inventaire des flux de trafic concernés, directement ou indirectement, et tout itinéraire susceptible d'être emprunté par l'un d'eux, fera partie du réseau.

### Le découpage
On procède au découpage géographique en zones. Ces zones correspondent à des flux de déplacement. Leur détermination permet l'établissement de la matrice origine/destination. Une zone géographique correspond à un ensemble générateur ou récepteur de trafic homogène.
Les zones, issues du découpage, sont choisies de telle sorte que les usagers se rendant d'une zone à une autre, ont et auront le choix entre les mêmes itinéraires.
Plus on s'éloigne du projet, plus les zones seront étendues. Pour les zones extérieures à l'aire d'étude, on pourra, en général, les regrouper par entrées et sorties. Le découpage tiendra compte des spécificités des générateurs ponctuels de trafic (écoles, zones industrielles, centres commerciaux…).
Les zones sont donc identifiées pour leur rôle principal (habitat, activités économiques, commerciales, centre-ville, hypercentre…).

### Les caractéristiques du réseau
Tous les éléments composants le réseau et la zone d'étude sont relevés:
- les caractéristiques des voies concernées
- la visibilité sur chaque tronçon
- les caractéristiques du profil en long le cas échéant
- les limitations de vitesse
- les carrefours avec leur régime de priorité
- les points durs générateurs de ralentissement

### La mesure des trafics
Cette mesure est réalisée par différents procédés complémentaires:
- comptages manuels
- comptages automatiques

Ces deux types permettent de mesurer le trafic sur un tronçon, en ce qui concerne les compteurs automatiques, les dispositifs ont maintenant la capacité de discriminer véhicules légers et poids lourds.
- les enquêtes de type cordon. Elle permet de distinguer les trafics de transit des trafics locaux, et les origines et destinations de chaque flux.
- les enquêtes qualitatives. Elles permettent de connaître l'appréciation de l'usager par rapport au réseau, les raisons de son déplacement.
- les relevés de plaques minéralogiques.

À l'issue de ces comptages, le trafic est modélisé. Le réseau routier constitue alors un graphe mathématique composé d'arcs (tronçons de voirie) et de sommets (les carrefours et les échangeurs). Après avoir identifié les itinéraires possibles, la phase la plus délicate est de déterminer l'itinéraire principal pour chaque échange entre zones. On estime pour ce faire, que l'usager fait son choix de façon à minimiser le coût du trajet. 
Chaque tronçon est évalué en fonction du temps de parcours, qu'il s'agisse des zones internes au périmètre d'étude, ou entre les points d'entrée et de sortie de ce périmètre pour les trafics de transit.

## L'analyse des trafics existants
Une fois les trafics connus, on étudiera pour chaque tronçon les conséquences de l'augmentation de trafic sur les débits et sur les durées de parcours.
Sont évaluées ensuite les conséquences de solution d'aménagement, qu'il s'agisse de nouvelles infrastructures ou de développement de zones urbaines ou d'activités.
La difficulté réside dans la projection des trafics à l'échelle de 5, 10 15 ans ou plus. En effet, l'augmentation prévue est basée sur le modèle de développement actuel: prédominance des transports individuels pour les agglomérations de taille moyenne en milieu rural, prédominance du transport des marchandises par poids lourds.
De plus l'évolution locale du développement urbain est envisagée sur la base des hypothèses de réflexion prospective, traduites dans les documents d'urbanisme (SCOT, PLU). Cette évolution peut être bouleversée par des modifications du contexte économique liée à des créations ou, au contraire, à des fermetures d'activités économiques.
Il est donc important d'apprécier au stade de l'analyse des trafics existants, les facteurs d'influence et la marge de développement possible à l'intérieur de la zone étudiée. Il est aussi important de prendre en compte des facteurs externes pouvant affecter cette évolution (construction d'une autoroute, d'une ligne de chemin de fer à grande vitesse…).

## La détermination des conditions de circulation
D'autres facteurs que les trafics sont à prendre en compte lors de l'étude de circulation, en particulier ce qui caractérise les conditions de circulation.
En effet la répartition des trafics sur différents itinéraires dépend des conditions de circulation. Cet aspect se traduit pour l'usager sur le plan du confort (fluidité de circulation, sécurité…) et sur le plan économique (temps de parcours, consommation…). Il se traduit aussi pour la collectivité sur le plan économique (coût des accidents, consommation, pollution, temps perdu…).
L'usager prend en compte, consciemment ou inconsciemment trois éléments: la durée du trajet, le liberté de circulation, la sécurité.
La durée du trajet est un élément essentiel pour l'usager, ainsi elle doit être mesurée pour chaque circuit possible. La régularité de ces durées doit aussi être mesurée (elle a aussi une incidence sur le comportement de l'usager).
La liberté de circulation s'apprécie par l'évaluation du temps passé en peloton (véhicules passés en file l'un derrière l'autre). On distingue alors plusieurs seuils:
- le seuil de gêne notable (50 % du temps passé en peloton)
- le seuil de circulation dense (65 % du temps passé en peloton)
- le seuil de risque de congestion (80 % du temps passé en peloton); des risques de congestion apparaissent

Il est alors très important de mesurer pour chaque parcours les temps d'attente à chaque carrefour, les longueurs de files d'attente et d'évaluer pour chaque scénario possible l'incidence de l'augmentation du trafic.

## L'évaluation de l'évolution des trafics
Le trafic sur l'ensemble du réseau routier français a doublé entre les années 1965 et 1985. Il a poursuivi une croissance très forte depuis. La direction des routes du ministère de l'Equipement a lancé une étude sur les ménages pour déterminer les conditions de circulation à l'horizon 2015.
Cette enquête a pris en compte le parc automobile des ménages, leur revenu moyen, le taux de motorisation, l'évolution prévisible du prix des carburants, la longueur du réseau autoroutier. Cette étude a conclu à l'augmentation continue du trafic jusqu'à cet horizon, sans saturation du parc. 

Hypothèses couramment retenues sur réseau routier principal
- 2,5 % linéaire jusqu'en 2010
- 1,25 % linéaire au-delà de 2010

Hypothèses couramment retenues sur réseau autoroutier
- 3,5 % linéaire de 2000 à 2010
- 1,5 % au-delà de 2010

Ainsi en l'absence de donnée plus précises, il est admis sur le réseau principal d'utiliser la formule suivante pour déterminer le trafic à l'année n : 
trafic à l'année n = trafic à l'année 0 x 1,025 n

## L'affectation des trafics
Affecter le trafic entre 2 points consiste à répartir les courants de circulation sur les itinéraires parallèles (et concurrents entre ces deux points). Dans le cas d'itinéraires existants entre 2 villes par exemple, l'affectation permet de reconstituer la situation actuelle et de caler le modèle d'affectation utilisé.
Cette méthode est surtout efficace pour un tracé neuf doublant un ou plusieurs itinéraire existants. Elle offrira l'occasion d'évaluer l'intérêt de l'aménagement selon les variantes de tracé ainsi que les types et le nombre de raccordements avec le réseau routier existant.
En matière d'affectation, on se limite au seul mode de transport routier. La répartition entre les différents modes de transport fait l'objet d'autres règles et d'autres modèles.
L'affectation prend en compte une dimension économique : chaque itinéraire est évalué en fonction du coût pour l'usager. Une règle définit le lien entre coût et trafic:
T1 / T2 = ( C1 / C2 ) 10
Ainsi, un faible écart sur les coûts de circulation se traduit par une forte répercussion sur les trafics. En fait, si l'écart de trafic est important, l'itinéraire le plus chargé risque de devenir le moins attractif au profit de l'itinéraire le moins chargé. Il y a lieu de suivre l'évolution des trafics de manière itérative. Le modèle s'équilibre à terme.
Cette modélisation est utilisée pour les études économiques liées à la construction d'une infrastructure routière.

## Source
- Cet article est partiellement ou en totalité issu du site EJM, le texte ayant été placé par l’auteur ou le responsable de publication sous la licence de documentation libre GNU ou une licence compatible.